# Cambridge-Springs-Variante
|   | a | b | c | d | e | f | g | h |   |
| 8 |   |   |   |   |   |   |   |   | 8 |
| 7 |   |   |   |   |   |   |   |   | 7 |
| 6 |   |   |   |   |   |   |   |   | 6 |
| 5 |   |   |   |   |   |   |   |   | 5 |
| 4 |   |   |   |   |   |   |   |   | 4 |
| 3 |   |   |   |   |   |   |   |   | 3 |
| 2 |   |   |   |   |   |   |   |   | 2 |
| 1 |   |   |   |   |   |   |   |   | 1 |
|   | a | b | c | d | e | f | g | h |   |

Stellung nach dem 6. Zug von Schwarz: Dd8–a5
Die Cambridge-Springs-Variante ist eine Eröffnungsvariante des abgelehnten Damengambits beim Schachspiel. In den ECO-Codes wird sie unter dem Schlüssel D52 klassifiziert.
Sie entsteht nach der Zugfolge
1. d2–d4 d7–d5

2. c2–c4 e7–e6

3. Sb1–c3 Sg8–f6

4. Lc1–g5 Sb8–d7

5. e2–e3 c7–c6

6. Sg1–f3 Dd8–a5
Die Eröffnung wurde 1904 bei einem internationalen Schachturnier in der nordamerikanischen Stadt Cambridge Springs, Pennsylvania, mehrfach gespielt und dadurch bekannt. Allerdings hatte Emanuel Lasker bereits 1892 diese Eröffnung ausprobiert. Später haben diese Variante z. B. Efim Bogoljubow und Alexander Aljechin, insbesondere in seinem Wettkampf um die Schachweltmeisterschaft 1927 gegen José Raúl Capablanca, angewendet.
Dem Umstand, dass Schwarz in der Orthodoxen Verteidigung weniger Raum hat, z. B. für seine Dame, wirkt er hier aktiv entgegen.
Mit 6. c4xd5 oder 5. c4xd5 gelingt Weiß der Übergang in die Abtauschvariante.
Nach 5. c4xd5 e6xd5 geriete Weiß durch 6. Sc3xd5? in eine Eröffnungsfalle. Nach 6. … Sf6xd5 7. Lg5xd8 behält Schwarz durch das Zwischenschach 7. … Lf8–b4+ am Ende von dem erzwungenen 8. Dd1–d2 Lb4xd2+ 9. Ke1xd2 Ke8xd8 eine Leichtfigur gegen einen Bauern.
Als Hauptvariante gilt 7. Sf3–d2 Lf8–b4 8. Dd1–c2 0–0 9. Lf1–e2.

Der auf den ersten Blick naheliegende Zug 7. Lf1–d3 birgt eine oft übersehene Falle für Weiß. Wenn nach 7. … Sf6–e4! Deckungszüge wie 8. Dd1–c2?, 8. Dd1–b3? oder 8. Ta1–c1? folgen, verliert Weiß eine Leichtfigur durch 8. … Se4xg5, da das Zurücknehmen 9. Sf3xg5 wegen 9. … d5xc4 (Doppelangriff auf den Ld3 und den Sg5) scheitert.